# Greatest Hits (album Blink-182)
Greatest Hits to ostatni album Blink-182 przed 4-letnim zawieszeniem działalności. Na albumie znajdują się najlepsze piosenki, które grał zespół od początku swego istnienia. Został wydany 1 listopada 2005.

## Lista utworów
1. Carousel
2. M+M's
3. Dammit
4. Josie
5. What's My Age Again
6. All The Small Things
7. Adam's Song
8. Man Overboard (live)
9. Rock Show
10. First Date
11. Stay Together For The Kids
12. Feeling This
13. I Miss You
14. Down
15. Always
16. Not Now
17. Another Girl, Another Planet
18. Aliens Exist (live)